# Turová
Turová é um município da Eslováquia, situado no distrito de Zvolen, na região de Banská Bystrica. Tem 6,98 km² de área e sua população em 2018 foi estimada em 424 habitantes.

## Demografia
| Ano:        | 1994 | 2004   | 2014    | 2024   |
| ----------- | ---- | ------ | ------- | ------ |
| Broj ljudi: | 358  | 352    | 416     | 450    |
| Razlika:    |      | -1,67% | +18,18% | +8,17% |

| Ano:               | 2023 | 2024   |
| ------------------ | ---- | ------ |
| Número de pessoas: | 454  | 450    |
| Diferença:         |      | -0,88% |